# Bagoé
Der Bagoé ist der rechte Quellfluss des Bani in Mali und der Elfenbeinküste.

## Verlauf
Der Fluss entspringt an der A12 im Nordwesten der Elfenbeinküste auf etwa 591 m Höhe. Er fließt zunächst 30 km nach Osten und knickt dann steil nach Norden ab. Die nördliche Richtung behält er bei, bis er sich etwa 30 km östlich von Dioïla mit dem Baoulé vereinigt.

## Hydrometrie
Durchschnittliche monatliche Durchströmung des Bagoé an der hydrologischen Station bei Pankourou, bei etwa 3/4 des Einzugsgebietes, gemessen in m³/s
- Diagrammdaten:
- Definition |
- Rohdaten |
- Hilfe